# Wowhead
Wowhead — вебсайт, пошукова база даних, інтернет-форум, World of Warcraft, популярної масової багатоосібної онлайнової рольової відеогри. Сайт належить Fanbyte (колишня ZAM Network), дочірня компанія китайської компанії Tencent.

## Історія
Сайт уперше почав свою роботу як «калькулятор талантів». Бета-тестування бази даних тривало з 4 квітня до 25 червня 2006 року, офіційний запуск бази відбувся 26 червня 2006 року. Wowhead функціонує як база даних, що поповнюється кінцевими користувачами, інформація завантажується автоматично через спеціальну програму. Сайт має широкий інструментарій, наприклад, функцію перегляду 3D-моделей з гри, трекери розблокувань контенту World of Warcraft, примірювальну та низку інших інструментів.
Клієнтське програмне забезпечення доступне для платформ Microsoft Windows і Macintosh. Користувачі можуть додавати коментарі до предметів з бази даних або обговорити питання, що їх цікавлять, на спеціальному форумі. Зроблені в базі коментарі контролюються самою спільнотою, користувач має змогу оцінювати кожен коментар позитивно або негативно. Коментар, що набрав велику кількість негативних оцінок, видаляється, коментар з десятьма позитивними оцінками виділяється зеленим кольором. Також з 25 липня 2013 року на сайті існує офіційний обліковий запис служби підтримки Blizzard Entertainment. База даних автоматично створює перехресні посилання між предметами, неігровими персонажами та локаціями або підземеллями.
Wowhead був придбаний компанією Fanbyte, що раніше була відома під назвою ZAM Network, дочірньою компанією Affinity Media, якій раніше належав IGE — найбільший сервіс з обміну ігрових грошей за реальні. Fanbyte також володіє іншими сайтами, такими як Hotslogs, Hearthstone Top Decks, Stormshield, Thottbot, Allakhazam.
22 липня 2009 року Wowhead оголосив, що пропонує своїм користувачам доступ до преміумсервісу за постійною підпискою, щоб допомогти підтримати сайт. Преміумсервіс пропонує розширені можливості користування сайтом, видаляє рекламу, надає ширший спектр привілеїв на форумі та дозволяє користувачам, що оплатили підписку, переходити на початок черги обробки запитів на інформацію про персонажа гравця World of Warcraft.
На початку 2019 року було оголошено, що паралельно з оригінальною буде запущено нову версію сайту, яка охоплюватиме дані виключно для World of Warcraft Classic, а згодом і для її доповнення Burning Crusade.

На початку березня 2022 року компанія Fanbyte заблокувала доступ до своїх вебсайтів у семи країнах (КНР, Індонезія, Філіппіни, Таїланд, Туреччина, Сербія та Індія), включаючи Wowhead. Ком'юніті-менеджер Sas148 опублікував наступну заяву через розділ Wowhead Feedback на сервері Discord:
«Це рішення, зрештою, пов'язане з питаннями юридичної відповідності та відповідальності щодо цих країн та їхніх законів/нормативних актів. Ця дія не ґрунтується на якомусь конкретному законі або нормативно-правовому акті в одній або декількох з перелічених країн. Наше рішення було зумовлене юридичними витратами, пов'язаними з аналізом законів і нормативних актів перелічених країн, на відміну від кількості відвідувачів/прибутку, отриманого від них. У результаті цього аналізу ми вирішили не проводити юридичний аналіз і, щоб зменшити нашу відповідальність у цих країнах, ми вирішили повністю заблокувати доступ. Це рішення прийнято на невизначений термін. Я та інші співробітники Wowhead щиро перепрошуємо за незручності, які це може вам спричинити. Це було важке рішення, але зрештою ми мусили його прийняти. Примітка: Це не має нічого спільного з Росією/Україною або будь-якими іншими політичними/військовими діями у світі.»